# Поспихал, Томаш
То́маш По́спихал (чеш. Tomáš Pospíchal; 26 июня 1936 — 23 октября 2003) — чехословацкий футболист, полузащитник, нападающий.

## Карьера
В чехословацской лиге провёл 239 матчей, забил 70 мячей. За сборную ЧССР в 1956—1965 годах провёл 26 матчей, забил 8 мячей. Участник финала чемпионата мира 1962 года против сборной Бразилии (1:3). После завершения карьеры игрока тренировал клубы «Баник», «Шкоду», «Богемианс» и «Славию».

## Достижения
- Серебряный призёр ЧМ 1962
- Чемпион Чехословакии: 1964/65, 1966/67
- Обладатель Кубка Чехословакии: 1963/64